# Conophyma oliva
Conophyma oliva är en insektsart som beskrevs av Huang 2006. Conophyma oliva ingår i släktet Conophyma och familjen Dericorythidae. Inga underarter finns listade i Catalogue of Life.